# 石油食料交換プログラム
石油食料交換プログラム（せきゆしょくりょうこうかんプログラム、英語：Oil-for-food program）とは、1995年に国際連合が国連安保理決議986に基づいて行い、1996年から開始され、2003年末頃終了した7年間累計で輸出640億ドル(当時の為替レートで7兆3600億円)輸入370億ドル（4兆2250億円）に至った交換プログラムである。このプログラムは、イラクが軍隊を再構築することなく、食品・医薬品その他のイラク市民にとって人道的に必要な物資と交換に、イラクが石油を輸出できるようにすることが目的であった。
このプログラムは、湾岸戦争の勃発にともなってサッダーム・フセイン政権下のイラク非武装化のために行われた経済制裁の影響が、イラクの一般市民に及びすぎている、という議論へ対抗する形で、アメリカ合衆国ビル・クリントン大統領政権により1995年に提案された。経済制裁が終了したのは、イラク戦争および連合国暫定当局への人道的支援引き継ぎが終了した後の、2003年11月21日であった。
このプログラムが終了してから、プログラムの資金に関する18億ドル(約2000億円)を超える汚職が明らかになった。後にアメリカ合衆国政府会計局(GAO)による調査では、汚職の一部（フセイン大統領の取り分）だけでも推定101億ドルと、1兆円を超える汚職であった可能性が指摘されるも、国連は調査協力を拒否した為に全容不明である。(後述GAO調査の項目参照)

## 背景・狙い
石油食料交換プログラムは、イラクのクウェート侵攻に伴う国連安保理決議661によって過度に疲弊した市民を救援する目的で実行された。
1991年8月15日、国連安保理決議706の採択によって、イラクは食料と交換の石油輸出が可能になった。
1991年9月19日の国連安保理決議712により、石油食料交換プログラムへの出資のために石油換算で160億ドルの輸出ができることが確認された。
イラクは最初は拒否していたものの、1996年5月に国連決議の実行手続きを行うための了解覚書に調印した。プログラムは1996年12月に開始され、最初の輸送食料は1997年5月に到着した。イラクの2600万人の人々のうち60パーセント1560万人が、石油食料交換プログラムによる食料に完全に依存していた。
このプログラムではエスクローシステムが採用されていた。イラクから輸出された石油に対する支払いは、イラク政府へではなく、買い手から2001年までBNPパリバ銀行に保有されたエスクロー口座へと支払われた。この金はその後クウェート・連合軍・国連活動への戦争賠償金へ充当された。残った大部分の金は、イラク政府が規制に合致した物資を買うために使うことができた。
イラク政府が購入を許可されたのは、経済制裁下で禁輸されていない物資のみであった。生鮮食料品などの特定の品目はすぐに輸送処理されたが、鉛筆や葉酸などの単純な品物も含め、大部分の物資は手続き中に再検査され、輸送が許可されるまでたいてい6週間ほどかかった。何らかの形で化学兵器・生物兵器・核兵器開発に使用される可能性がある物資は、その目的で使用する・しないにかかわらず送ることはできなかった。

## 金融上の分析
輸出量は金額にして650億ドルを超える。この財源のうち460億ドルが、経済制裁中のイラクの人々の食品・医薬品を始めとした人道的支援に使用されることになっていたが、かなりの金額が、補償基金を通じて湾岸戦争の賠償金(2000年12月以来25%)や、国連のプログラム管理・執行経費(2.2%)、兵器廃棄プログラムに使用された。イラク国内での公的な会計報告はされていない。

## 初期の支援・批判
石油食料交換プログラムは、イラクに対する経済制裁のインパクトを和らげる方策と考えられていた。もっとも基本的な批判としては、このプログラムが一時しのぎの方策であり、サッダーム・フセインの立場を強化してフセイン政権の存続を助長しかねない、という批判があった。
もしも経済制裁がイラク人にとって耐えられないものであるなら、プログラムを導入するよりも経済制裁自体を(明らかに軍事用の物資を除いて)取りやめるべきだとする意見もあった。また、軍民両用(en:dual-use)設備のブロックがある以上、石油食料交換プログラムは経済制裁や1991年の湾岸戦争によって破壊された浄水設備や医療システムの復旧をさまたげる、という批判や、このプログラムでは数百万人の死を避けるための食料や医薬品を輸入させることはできないとして、プログラムの基本に異を唱える意見もあった。ハンス・フォン・スポネックを始めとするプログラムの担当者は、経済制裁自体行うべきかについて疑問を発していた。スポネックは2001年末頃にカリフォルニア大学バークレー校で講義を行い、2001年6月にアメリカとイギリスによって提案された、プログラムに変わる新たな制裁「スマート・サンクション」について非難した。「現時点で何が提案されているかといえば、イラクの一般市民の首にかかったロープを締め付けることにすぎない。」と発言し、経済制裁によって一日に150人のイラクの子供たちが死んでいると主張し、さらにイラクが国連やOPECへの参加費支払いを拒絶して交渉の試みを断っているなど、アメリカとイギリスがイラクに対して傲慢になっていると批判した。
プログラムの支持者たちは、石油食料交換プログラムによって出兵することなくフセインを手詰まりに追い込み続けることができるという見方を示した。フランスとイラクはプログラムのさらなる自由化を主張したが、クリントン政権下のアメリカはこれに反対した。

## プログラムの終了
アメリカとイギリスの軍隊がイラクに侵攻する直前、コフィー・アナン国連事務総長はプログラムを中断し、物資の配布状況を監視していた300人以上の職員を退避させた。
2003年3月28日、アナン事務総長およびアメリカとイギリスは安保理事会に対し、イラクが要求しすでに承認されたほぼ100億ドル相当の物資を保障するよう呼びかけた。この物資には、状況が整い次第イラクへ運べる240億ドル相当の食料も含まれていた。決議によって、アメリカおよびイギリスがイラクを管理する場合、戦争による人道的な影響はことが明確化された。これは1949年のジュネーヴ第4条約における、占領勢力(occupying power)の責任に基づいている。
2003年5月22日、安保理決議1483により、連合国暫定当局によるイラクの石油収入の利用が認められた。プログラム残余基金100億ドルは、連合暫定当局のコントロールの元、6ヶ月の終了期間を経てイラク開発基金(en:Development Fund for Iraq)へと渡された。これは5年間のプログラムの総収入のうち14%にあたる。
2003年11月21日、石油食料交換プログラムは正式に終了し、主要な機能は連合国暫定当局に引き渡された。

## 乱用
基本的な方針への批判とは別に、石油食料交換プログラムは汚職や乱用の対象となった。プログラム期間中つねに、イラク政府や国連職員へと利益の一部が不正に転用されているとする訴えが、アメリカやノルウェーを始めとした多くの国からあがった。
プログラムを管理していたキプロス共和国出身のベノン・セバン国連事務次長は、石油食料交換プログラムの管理コストは2.2%にすぎず、内部・外部合わせて100以上の会計監査を義務づけられていると主張してプログラムを擁護し、安保理からの制約によってプログラムが難しい状況になっていることを批判した。またセバンはイラク人口の90%が、プログラムが提供する毎月の食料バスケットに依存していると主張した。セバンはプログラムの責任者であったが、プログラムの調査・再検討の試みには非協力的であった。セバンはスタッフに対し、不正利得に関する告発は、告発者それぞれの国に提出するべきだとする命令を出し、内部告発者を明らかにしたうえで、イラクに対して内部告発者の処分を許した。2000年、国連からの汚職監視者のディリープ・ナイルがプログラムの危険性について調査しようとした。ルイーズ・フレシェット国連副事務総長とセバンは、費用がかかりすぎて現実的ではないとし、調査を拒否した。セバンは、プログラムに関する数年分に相当する資料の処分を命令していた。
これらの批判およびアメリカのイラク侵攻後に見つかった証拠により、国連事務総長は「利益の一部が国連およびアナン事務総長への影響力を得る目的で使われた」として訴訟を起こした。
2005年2月3日にポール・ボルカー(元連邦準備制度議長)による調査委員会が発した暫定報告によれば、プログラム下で提供された食料は「人間の消費とするには不適切だ」という。報告は、プログラムの間を通じてセバンが15万ドル近い賄賂を受け取ったと結論しており、セバンはこの調査の結果、2005年に国連から停職処分を受けている。また、国際連合環境計画の初代事務局長など国連の要職を務めてきたモーリス・ストロングも賄賂を受け取ったとして追及を受けて国連を辞め、逃れるように中国の北京に移住した。
2001年まで、石油食料交換プログラムの支払い金はBNPパリバを通じて送金されていた。同銀行の主要個人株主は、イギリスで13位となる(ガーディアン誌調べ)、約10億ドル(フォーブス誌調べ)の資産をもつイラク生まれのナドミ・アウチである。アウチはエルフ事件(参照：en:Elf Aquitaine)への関与により、15ヶ月の執行猶予を受けている。このアウチに関する捜査は、イギリスの新聞に「第二次世界大戦以来のヨーロッパで最大の詐欺への捜査である。エルフは2億ポンドを政治献金・女性・宝石・美術品・別荘・家に使い込んだ役員達のための銀行になっていたのだ。」と評された。エルフは、2003年にトタルフィナと合併してトタルフィナエルフ（現：トタル）になっている。

### アル・マダのリスト
2004年1月25日、イラクの日刊紙アル・マダが発表したリストには、石油食料交換プログラムを通じて石油の売買契約を結んだとされる個人・組織のリストを発表した。これがプログラムの不正に関する、最も早い指摘のひとつである。このリストの元になったのは、イラク石油省と深い関係を持つイラクの州立石油会社で見つかった1万5千件を超える文書だという。
この石油受取人リストに名前が挙がっていた者には、イギリスの下院議員ジョージ・ギャロウェイおよびギャロウェイ保有の慈善団体のマリアム・ファンド、フランスの元内務大臣シャルル・パスクワ、イラク系アメリカ人実業家のシャキール・アル・カファジ(en:Shakir al Khafaji)などがいる。このスキャンダルによってインドの外務大臣は辞任に追い込まれた。アル・マダのリストには有名なロシアの企業や個人も入っていた。ロシア正教会さえも、不正石油取引を行ったとしてリストに上がっていた。バチカンの元国務長官補佐のジャン=マリー・ベンジャミン(en:Jean-Marie Benjamin)も4.5百万バレル (720,000 m3)の石油取引権を受け取っていたという。ジョージ・ギャロウェイは、これを報じたクリスチャン・サイエンス・モニター紙およびデイリー・テレグラフ紙に対する名誉毀損訴訟に勝訴している
。
Oilexco社(主に北海油田を採掘するイギリスの石油会社)の社長アーサー・ミルホランドの名前もアル・マダのリストに挙がっていた。ミルホランドは不正行為を否定したが、不正な追加料金が契約者からイラク政府に支払われていた疑惑については認めた。

### 図式
この不正の図式は以下のようなものである。つまり、イラクの体制に共鳴する、もしくは賄賂で動きやすい個人や組織に対して、石油食料交換プログラムを通じて石油売買契約が持ちかけ、その際は意図的に市場価格より安い価格設定で販売されたというのだ。こうして契約した者は、石油1バレルあたり推定15セントから50セント(1立方メートルあたり94セントから3ドル14セント)安く設定された価格からの転売で中間利益を得て、イラク政府に一定の割合の手数料の見返りを払っていたとされる。（尚、イラクの石油は品質が良いためプレミアがついている可能性があり、この汚職金額の全容を分かりにくくされている。）また、石油食料交換プログラムを通じて生活必需品を売っていた会社は最大10%の割り増し価格を課して、割増分の一部はサッダーム・フセインやその他政府要職人物の個人口座に送られ、残りが会社の分け前になったという。この様に、輸入輸出双方に価格マージンを設定して行われた贈賄である。
2004年2月、プログラムの実行責任者であるベノン・セバンがイラク石油省の文書に現れると、この疑惑に国連自身の関与疑惑が加わった。セバンには、少なくとも1100万バレル(170万立方メートル)、金額にして約350万ドルの石油引換券を受け取った疑いがもたれている。なお、セバン自身は疑惑を否認している。

### BNP
石油食料交換プログラムにおいて、資金の送金を担当していた唯一の銀行が、BNPパリバのニューヨーク支部であった。このフランスの銀行が国連の640億ドル規模のプログラムを単独で管理していたのである。アメリカ合衆国下院外交委員会の調査によって、BNPパリバ銀行は商品が届いた確認をとらないまま取引を行っており、また認可を受けた受領者であると確認されていない第三者とも取引を行っていたことがわかった。調査団は、BNPパリバは1996年に始まり2003年3月のフセイン追放に終わる石油食料交換プログラムの中で7億ドル以上を受け取っていたと推測している。

### デュルファー報告
2004年9月30日に発表されたデュルファー報告は、CIAのチャールズ・デュルファーらのイラク調査団による調査結果をまとめた報告書である。この中で、石油食料交換プログラムがフセイン政権に与えた影響について、「重要な発見(key finding)」に以下のように記されている。
デュルファー報告の公式最終稿でリベート受領者の本国として挙げられているのは、フランス・ロシア・中華人民共和国のみである。デュルファー報告の「既知の石油引換券受領者(Known Oil Voucher Recipients)」リストには、受領者の国籍がそれぞれ書かれており、国別グラフも掲載されている。このリスト中の受領者はロシアが30%、フランスが15%、中国が10%、スイス・マレーシア・シリアがそれぞれ6%、ヨルダンとエジプトが4%となっている。アメリカ・ドイツは約20%の「その他の国」に含められている。
2007年6月、汚職防止活動を行うNGOトランスペアレンシー・インターナショナル(TI)のドイツ支部は、ドイツの57の企業が1190万ドルをリベートとして支払っていたとしてドイツ連邦経済技術省に申し立てを行った。

### 石油クーポン汚職
2005年1月6日にアメリカ出資の衛星ネットワーク局アル・フーラが伝えたところによれば、サダム政権は石油クーポンでニュース記者を買収していたという。この中で挙げられた記者には、アルジャジーラのアフマド・マンソー、フランス中心に活動する、サダム寄りの記者ハミダ・ナーナーなどがいた。こうして用いられた石油クーポンには、900万バレルの石油を割り当てるシルバークーポンと、さらに大量の石油を割り当てるゴールドクーポンの二種類があり、ハミダ・ナーナーはゴールドクーポンを受け取っていたといわれる。

### クルド人による訴え
クルド人は、プログラムの開始時から公平な石油収入の分け前を受け取っていないと主張していた。石油食料交換プログラムによって設定されたガイドラインによれば、石油の収入はイラクの主なクルド人居住地域を保護するように分配されることになっていた。さらに、国連のWHOカイロ支部の経営者は石油売買契約をもっており、1998年からプロジェクトの資金が使用できたはずなのにクルド人都市のスレイマニヤの新しい総合病院の施設を停止させたと主張した。

### アナンの関与の可能性
2005年6月14日、ロシア対外情報庁高官からの亡命者セルゲイ・トレチャコフによれば、石油食料交換プログラムは国連で働いていたロシア諜報捜査員のアレクサンドル・クラマーによる妨害工作を受けていたという。1998年、クラマーは作為的に低い石油価格を設定することで、フセインが石油引換券を有効な賄賂として使えるようにしたという。市場価格と(クラマーが設定した)作為的な価格の差額は、フセインから引換券を受け取った人々の懐に納まった。賄賂を受け取った人々には、ロシア・フランス・中国の高官がいた。引換券の大部分は、ロシアの46の団体・個人にわたり、その中にはロシア正教会、さらにはロシア平和統一党、ロシア自由民主党、ロシア連邦共産党のような政党もあった。渡った金額は4億7600万ドル。この金を受け取ったのはアレクサンドル・ヴォローシン、ウラジーミル・ジリノフスキーなど。ヴォローシンの友人のセルゲイ・イザコフは、「利益」の一部をリベートとしてフセインへ返すため、金の入ったバッグをモスクワからバグダッドへ運んだという。

### ジョージ・ギャロウェイの疑惑
アメリカ上院国土安全保障政府問題委員会(en:U.S. Senate Committee on Homeland Security and Governmental Affairs)調査小委員会(en:Subcommittee on Investigations)は、イギリスの下院議員、特にジョージ・ギャロウェイが60万ドルの不正な石油リベートを受け取っていたと報告した。ギャロウェイは2005年5月17日、上院国土安全保障政府問題委員会を前にしての供述で、この容疑は事実に反しており、イラク戦争を支持するアメリカの政治家による陽動のための「煙幕」であり、侵攻後の連合国暫定当局の元で、「数十億ドルのイラクの富が盗まれたこと」から注意をそらすのが狙いだと述べている。この後、2005年10月25日に調査分科会の主要スタッフによって作成されたレポートには、ギャロウェイの発言が「嘘、もしくは誤解」である証拠があると書かれており、さらにギャロウェイの元夫人が(離婚後より)リベートを受け取っていたとしている。ギャロウェイは偽証告発として小委員会の議長であるノーム・コールマン上院議員を訴え、不正を否定し続けている。

### 石油・小麦
2005年10月の国連調査員ポール・ヴォルカーによる報告が示したところでは、最大のリベートを支払っていたのはAustralian Wheat Board(現AWB Limited)社であったことが分かった。石油食料交換プログラムによって購入した小麦をスムーズに荷下ろしするという条件で、Australian Wheat Board社は総計3億オーストラリアドルの「トラック料金」をAlia社に支払っていた。Alia社は実在するヨルダンのトラック会社だが、オーストラリアからイラクに小麦を送るのには関係しない会社である。Alia社は「料金」から些少の分け前を得て、残りをフセイン政権に送った。このトラック料金の十分な埋め合わせとして、Australian Wheat Board社に支払われる小麦の代金は割り増しされていた。この価格はオーストラリア外務通商省によって承認された。オーストラリア政府は、オーストラリアの企業がフセイン政権にリベートを本当に支払っていたのかさらに調査するためにテレンス・コール(Terence Cole)判事を任命した。こうして2005年12月に始まったコール調査(en:Cole Inquiry)は、2006年終わり頃にその結果が報告されることになっている。コール調査は、ジョン・ハワード首相、マーク・ヴェイル副首相・アレクサンダー・ダウナー外務省長官(それぞれ役職は当時のもの)、外務通商省のさまざまな職員など、オーストラリア政府上層部から証言を集めている。コール調査が進む中、取締役アンドリュー・リンドバーグをはじめとして、大量のAustralian Wheat Boardの役員が辞任していった。
2009年8月、オーストラリア連邦警察は起訴できる公算が低く、「公益に資さない」（not in the public interest）として捜査の打ち切りを発表した。

## 調査

### GAO調査
2003年のイラク侵攻およびその後の連合軍の勝利ののち、GAO(アメリカ合衆国政府会計局General Accounting Office：2004年にアメリカ合衆国政府説明責任局en:Government Accountability Officeへと改名。略称は共通してGAO)は、消失したフセイン政権との間に結ばれた石油食料交換プログラムに関する契約を終わらせるとともにフセイン政権のメンバーの個人財産を追跡する任務を受けた
。この中で、GAOはプログラムの脆弱性によってリベートをはじめとするサッダーム・フセインの収入が生まれていたことを発見した。
GAOの見積もりでは、サッダーム・フセイン政権の生み出した不正収入は101億ドルとなっている。このうち57億ドルが石油の密輸入によるもので、44億ドルが石油の不法な石油価格の割り増し、および石油産出者に課した追加金によるものである。汚職は、GAOが以前に予測していたよりもはるかに大規模であった。GAOが引用しているアメリカ国防総省の調査によれば、759の契約が石油食料交換プログラムを通して結ばれ、その半分近くが平均21%の割増料金であったという。661委員会とは違い、安保理の加盟国には契約を調査し、意に沿わない契約を停止させる権利があった。イギリスとアメリカは数百の石油食料交換契約の申し込みを解除したが、この理由は主に、輸出されるのが多用途技術の品目であるという理由だった。
以下は、GAOのレポートの概略からの引用である。
国連事務総長はイラクプログラム室(OIP)に、安保理はイラク経済制裁委員会にそれぞれ関連して、どちらも石油食料交換プログラムの監督責任がある。とはいえ、イラク政府はイラク石油の購入者・物資供給者に対して直接交渉を行っており、これがイラク不正な追加料金・賄賂徴収を可能にした主要な原因であったとも考えられる。
アメリカ一般会計局(General Accounting Office 現政府説明責任局)のジョセフ・A・クリストフが公聴会にて語ったところによれば、国連の監査役は石油食料交換プログラムの内部監査の公開を断っていたという。ベノン・セバンはコフィー・アナンの支持のもと、石油食料交換プログラムに契約していた者に対して、GAOやアメリカ議会の調査団に対して資料を提出する前に、セバンに相談するよう求める手紙を書いていた。プログラムはその一部始終で、よりオープンにするべきという批判と、所有財を公開されることへの企業の不満との両方にさらされていた。
国連は、GAOからの内部監査機密情報へのアクセス要求をすべて断っている。
石油食料交換プログラムの複雑な問題を明らかにして「ニューヨーク・タイムズ」紙面で発表する試みとして、民主制諸国防衛財団, FDD)およびハドソン協会(en:Hudson Institute アメリカの非営利シンクタンク)の調査ジャーナリストクラウディア・ロゼットは、国連は石油食料交換プログラムの契約者それぞれの特定可能な詳細情報、支援取引に含まれる物資の量・質・価格、石油バイヤーの身元・秘密事項とされた正確な取引量などを管理していたことを発見した。ロゼットはデニス・ハリデーやベノン・セバンから激しい批判を浴びた。石油食料交換プログラムからオリンピックスタジアムの誘致に資金が流れているという点や、国連決議に沿った際に、様々な問題のどこに責任が生じるかなど、ロゼットの主張の多くは事実に反すると主張した。
アメリカ下院国際関係委員会が石油食料交換プログラムを調査した結果、元・イラク駐ヨルダン大使のサバー・ヤッセン(Sabah Yassen)からパレスチナの自爆テログループに大使、1万5千ドルから2万5千ドルの資金提供が行われていたことが分かった。2000年9月からイラク侵攻まで、イスラエルとの衝突で死傷者を出したパレスチナのグループ(イスラエルで自爆テロを行った117人もこれに含まれる)は3千5百万ドル以上を受け取っていた。この資金源は石油食料交換プログラムではないかと考えられている。

### 独立調査委員会
国連のアナン事務総長は、調査に最初は反対していたが、2004年3月19日に完全な独立調査を行う予定であると発言した。公式のプレスインタビューでは「……きわめて多くの不正があった可能性があるが、調査して……誰に責任があるのか見極めなければならない」と語った。
以下の人々が、2004年4月に独立調査委員会を指揮するべく選ばれた。
- ポール・ボルカー(アメリカ)：元アメリカ連邦準備制度議長およびアメリカ国際連合協会(en:United Nations Association of the United States of America)会長
- マルク・ピース(Mark Pieth)(スイス)：OECD所属のマネーロンダリングの専門家
- リチャード・ゴールドストーン(南ア)：旧ユーゴスラビア国際戦犯法廷・ルワンダ国際戦犯法廷の元検事。

2004年4月22日、
イラクの石油食料交換プログラムでの汚職に関するボルカー調査を是認する決議が、191の加盟国すべてを招集した上で、全会一致で安保理を通過した。
ポール・ボルカーから安保理への最終的な報告は、2005年の9月7日に行われた。
流出した国連の内部監査資料が、mineweb.comにて明るみに出た。これにより、イラク北部に輸出された物資の価値について、コテクナ社の報告と国連機関の報告の間に大きな食い違いがあることが明らかになった。監査資料から、イラク北部への諸機関合同人道支援プログラムの、ほぼ10億ドル相当の救援物資についてコテクナ社は「価値」の調査をしていなかったことがわかった。とはいえ、独立調査機関(Independent Inquiry Committee, IIC)によって発表された2005年8月27日の報告には「コテクナ社の行動について、国連やその加盟国から主立った苦情はなかった」とあり、また「この監査資料には、コテクナ社の調査不足についての報告はない」としている。ベノン・セバンは2002年11月に監査資料の答申を求められている。
監査資料はFoxnewsのサイトから閲覧可能。概要にはこのように記されている。
適切な契約の締結が結ばれず、特定の項目が守られていなかった、というのがOIOS(国連内部監査部)の全体的な結論である。また、キャンプの修復作業といった追加コストを、一日一人の仕事量計算で算入しないとする条項は受け入れがたいものであった。さらに、発効後に契約が修正された点も不適切であった。OIPは契約締結を補助し、調達部(PD)は組織の余分な負担を避けるため、支払い基準が適切であることを確認するべきである。
流出した監査資料を読んだアメリカ下院議員ヘンリー・ハイドは、アナンに対し、なぜ「国連予算のの22パーセントを出資し、公に請求した55件の内部監査資料の写しを保有するアメリカの議会が、流出資料を典拠にしなければならないのか」尋ねる手紙を書いている。

#### 中間報告結果
219ページの第一報告では、ボルカー委員会はOIF議長ベノン・セバンが人道支援プログラムの監督期間の中で、地位を利用してイラクの石油の分け前要求し、受け取ったかの経緯について書かれている。イラクのSOMO(州石油取引機構)内部資料や、石油の不正取引に関わっていた元イラク政府高官への聞き取り調査により、セバンがアフリカ中東石油会社(African Middle East Petroleum Co.)というパナマ登録の貿易会社の代理として7.3百万バレル (1,160,000 m3)の石油を要求し、受け取っていたことが明らかになった。
この報告はセバンによる特定の犯罪行為を申し立てているわけではないが、ボルカーは対応する司法権を持つ国によって立件される可能性は否定していない。報告はセバンの行為について、プログラムの監督期間を通じて毎年16万ドルにおよぶ多額の金銭を受け取っていたことを記し、「倫理的に不適切」と書いている。セバンは、この金は死亡したキプロス島の叔母からのものだと主張しているが、委員会はこれを裏付ける証拠を見つけていない。
2005年1月、ボルカーが58の国連内部のOIFに関する秘密監査資料によって明らかにしたところによれば、国連の職員は初期の兆候、すなわち2003年のイラク侵攻前の人道的支援物資に関して、スイスのコテクナ社による調査がほとんど、もしくは全くされなかったことを看過していたという。しかしながら、ボルカーは2005年10月の報告の中では「この監査資料には、コテクナ社の調査不足についての報告はない」と結論している。コテクナ社は、2003年11月までコフィー・アナンの息子のコジョ・アナンにコンサルト料を支払っている。ボルカーは、次のレポートではコジョ・アナンに関する疑問について取り扱うと書いている。

### イラク統治評議会による調査
イラク統治評議会は、アル・マダの主張の調査役として国際監査法人のKPMG、国際法律事務所のフレッシュフィールズブルックハウスデリンガー(en:Freshfields Bruckhaus Deringer)を選定した。これは2004年5月のイラク統治評議会で調査結果を報告するためのものであったが、2004年6月、イラク統治評議会からの料金支払いが滞ったことを理由に、KPMGはプロジェクトを中断した。
アメリカはこの、アフマド・チャラビー主導のKPMGによる調査に対し、ポール・ブレマー主導のメインの調査を台無しにする、としてきわめて批判的であった。この調査はイラクの独立機関である最高会計検査院長官のエーサン・カリム(Ehsan Karim)により、アーンスト・アンド・ヤングの支援のもと行われた。最高会計検査院はイラク財務省に属する。2004年6月、カリムの調査はボルカー調査と情報を共有することで同意した。しかし、2004年7月1日、カリムは車に磁石で取り付けられた爆弾により殺害されてしまった。
イギリス人実業家にしてアフマド・チャラビーの古い友人のクロード・ハンクス＝ドリエルスマは、イラク統治評議会から、石油食料交換プログラムの調査を行うよう任命された。ドリエスマはアメリカ下院での証言(2004年4月21日)の中で、KPMGの調査は「厳格な経済制裁やフセイン政権の転覆に反対したり、金銭的な利益のためにイラクの人々を犠牲にしてフセイン政権を喜んで支持したり、そういった国々同士の関連性を明確に示すことが目的」であり、またチャラビーはイラク統治評議会の調査を担当していると証言した。

### アメリカ企業の共犯疑惑
アメリカ政府は石油スキャンダルに気づいていたが、同盟国のトルコやヨルダンが石油密売の大半から利益を得ていたため、わざと密売を止めなかったという疑惑もある。
アメリカのカール・レヴィン議員(民主党・ミシガン州)は、ニューヨークタイムズのインタビューで「イラクの石油がヨルダンやトルコに大っぴらに売られたのが石油不正取引による収入元の大部分であり、またこの取引経路は石油食料交換プログラムを経由しており、[また]我々がこの抜け道に気づいておきながら見て見ぬ振りをしていたこと、これらについて疑問の余地はない」と発言している。

### マレーシア政府の汚職疑惑
石油食料交換プログラムを調べる独立調査委員会から報告された人物のひとりに、マレーシア首相のアブドラ・バダウィがいる。
マレーシアは、プログラム下で4番目に大量の石油を購入した国であった。報告ではMastek Sdn Bhd社が、イラク政府高官に1千万ドルにおよぶ賄賂を送ったとしている。Mastek Sdn Bhd社を経営していたのは、Noor Asiah Dato' Mahmood(バダウィの義理の姉妹)、Faek Ahmad Shareef(Noor Asiahの元夫)、Jaya Sudhir(実業家)らであった。プログラムのある時期において、マレーシアの石油割り当ては750万バレルから395万バレルまで増えている。この時期は、バダウィがアンワル・イブラヒムの失脚後、副首相としての地位を固めた時期と符合する。疑惑に関してのバダウィの立ち位置は、汚職に含まれかねない位置にある。

## 告発
2006年1月6日、韓国の実業家パク・トンスンが、石油食料交換プログラム下のイラクから数百万ドルを不正に受け取っていたとして告発され、ヒューストンでFBIに逮捕された。パクはマンハッタン地方裁判所で刑事裁判にかけられた。
2007年1月16日、ベノン・セバンはマンハッタン連邦検察により、約16万ドルの賄賂を受け取ったとして起訴された。ニューヨーク南地区の弁護士マイケル・J・ガルシアは、セバンの故郷のキプロスでセバンを逮捕するためのインターポールからの委任状と、さらにセバンに不正収入を送っていたかどで起訴されていたニューヨークの実業家エフレイム・ネドラー(Efraim "Fred" Nadler)を逮捕する委任状を受け取っていた。ネドラーの所在は明らかになっていない。

## 石油食料交換プログラムのスキャンダルを描いた作品
- バックスタビング・フォー・ビギナーズ（英語版） - 元国連職員のマイケル・スーサン（英語版）が自身の体験を基に書き起こした2008年の小説。
- バグダッド・スキャンダル - 上記の『Backstabbing for Beginners』の映画化作品。2018年公開。

### 英語
- 独立調査委員会
- 石油食料交換プログラムを承認する986決議
- 石油食料交換プログラム国連事務局
- Oil-for-Food Facts UN Foundation(国連活動を支援する独立団体)のサイトより。

### 記事
2007
- 石油食料交換プログラムスキャンダル：ヒューストンを中心とした弁護団 Tel Chai Nation

2005
- Putting Oil-for-Food in Perspective, JURIST, 2005年11月2日
- 石油食料交換プログラム：共通の失敗――道のりは遠く, transparency.org, , 2005年10月27日
- 国連：2200社がイラクに不正送金, Nick Wadhams & Edith Lederer, AP通信, Yahoo!ニュース 2005年10月27日
- 国連、イラク石油密売警告を無視フィナンシャル・タイムズ, 2005年1月13日
- Documents:国連、イラク石油密売を看過 CNN.com, 2005年2月2日
- 深まる国連石油スキャンダル BBC, 2005年4月15日
- アメリカ「イラク石油不正売買を看過」ガーディアン 2005年5月17日
- コフィーとスキャンダルたかり屋AlterNet, 2005年10月4日
- Le MondeM. Boidevaix aurait été "en contact constant avec le quai d'Orsay"　ル・モンド 2005年10月13日

2004
- アル・マダのリスト,memri.org(The Middle East Media Research Institute)  2004年2月
- 国連石油食料スキャンダル - ワシントン・タイムズ, 2004年5月
- ギャロウェイ、風評被害を受ける BBC 2004年3月19日
- ハンクス=ドリエルスマとチャラビーの関係, 2004年5月
- 我々こそ国連：サダム・フセインの隠れたパートナー ハーパーズ・マガジン 2004年12月